# Pterygiella bartschioides
Pterygiella bartschioides là loài thực vật có hoa thuộc họ Cỏ chổi. Loài này được Hand.-Mazz. miêu tả khoa học đầu tiên năm 1923.